# Helmet Peak, British Columbia
Helmet Peak är en bergstopp i Kanada.   Den ligger i Central Coast Regional District och provinsen British Columbia, i den sydvästra delen av landet, 3 800 km väster om huvudstaden Ottawa. Toppen på Helmet Peak är 313 meter över havet.
Terrängen runt Helmet Peak är platt åt sydväst, men åt nordost är den kuperad. Havet är nära Helmet Peak åt sydväst. Trakten runt Helmet Peak är nära nog obefolkad, med mindre än två invånare per kvadratkilometer.. Det finns inga samhällen i närheten. 
I omgivningarna runt Helmet Peak växer i huvudsak barrskog.